# Мэрия Тилбурга
Мэрия Тилбурга (нидерл. Paleis-Raadhuis) — бывший королевский дворец, в настоящее время используется в качестве места, где проходят свадьбы, лекции и другие общественные мероприятия города Тилбурга в Нидерландах. Территория будущего дворца была куплена принцем Оранским Виллемом в 1835 году. Строительство дворца он начал уже будучи королём Нидерландов Виллемом II, заложив первый камень в основание дворца 13 августа 1847 года. Согласно легенде, король сам сделал наброски дворца в готическом стиле. Виллем II хотел иметь загородную резиденцию в городе Тилбурге. Он никогда не жил в этом дворца, так как умер через 2 года в 1849 году, не дожив 22 дней до окончания строительства.
Дворец был построен по проекту местного архитектора Адриана Гойертса, участие в строительстве принимали также учителя короля Фредерик Лодевейк и Ян Бун. 7 июля 1847 года архитектор получил из казны 57 000 голландских гульденов на строительство нового дворца. 7 апреля 1849 года строительство было завершено.
Дворец полностью перестраивался два раза: в 1865 году и в 1934—1936 годах, чтобы использовать его в других целях. Здание стало служить в качестве школы, позже в нем стала размещаться мэрия города. Голландский художник Винсент ван Гог был самым известным учеником этой школы.
В 1931 году дворец окончательно был продан королевской семьей мэрии Тилбурга. В годы Второй мировой войны дворец использовали в качестве наблюдательного пункта для обнаружения вражеских самолетов. В 1971 году мэрия города переехала в более современное здание. В настоящее время в бывшем королевском дворце проходят свадьбы, читаются лекции, организуются различные симпозиумы.